# (605) Ювизия
(605) Ювизия (лат. Juvisia) — астероид главного пояса, который был открыт 27 августа 1906 года немецким астрономом Максом Вольфом в Гейдельбергской обсерватории и назван в честь французского местечка Жювизи-сюр-Орж (под Парижем), в которой располагалась обсерватория, где работал французский астроном Камиль Фламмарион. Тиссеранов параметр относительно Юпитера — 3,151.

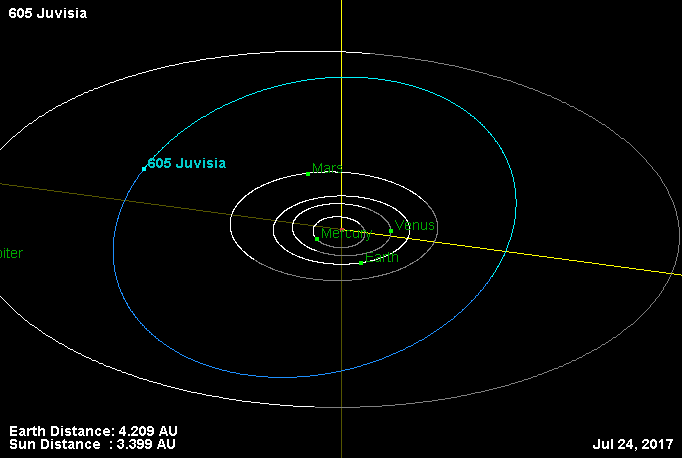
Орбита астероида Ювизия и его положение в Солнечной системе

Фотометрические наблюдения, проведённые в 1999 году в обсерватории Palmer Divide, позволили получить кривые блеска этого тела, из которых следовало, что период вращения астероида вокруг своей оси равняется 15,93 ± 0,02  часам, с изменением блеска по мере вращения 0,25 ± 0,01 m.